# Kritik av islamism
Kritik av islamism utgörs av kritik av de övertygelser och föreställningar som tillskrivs islamism eller islamistiska rörelser och grupper. Den riktar sig mot bland annat islams roll i lagstiftning, förhållandet mellan islamism och yttrandefrihet, kvinnors och minoriteters rättigheter. Kritiken formuleras av liberala muslimer såväl som av icke-muslimer. Kritik mot de mest militanta formerna av islamism formuleras även inom moderat islam och moderat islamism.
Några av de författare och forskare som har kritiserat politisk islam/islamism, eller delar av densamma, är Olivier Roy, Joseph E. B. Lumbard, Reza Aslan, Abdelwahab Meddeb, Muhammad Sa'id al-'Ashmawi, Gilles Kepel, Matthias Küntzel, och Khaled Abu al-Fadl.
Kritiker av islamism tenderar att påpeka problem i den islamistiska världen så som dödsstraff för apostasi, odemokratisk sharialagstiftning och brist på yttrandefrihet.